# Wilfrid Boyd Fellows Lukis
Wilfrid Boyd Fellows Lukis, britanski general, * 1896, † 1969.

## Zunanjepovezave
- Generals.dk (angleško)